# SoX (Sound eXchange)
SoX (Sound eXchange) es un comando multiplataforma (Windows, Linux, Mac OS, etc.) para trabajar con archivos de audio. 

## Introducción
Permite la reproducción, grabación, lectura y escritura en archivos de audio con distintos formatos, entre ellos AU, WAV, AIFF, Ogg Vorbis, FLAC y MP3. La reproducción y grabación se realiza través de los comandos play y rec, respectivamente. Es considerado la «navaja suiza» de los programas de procesamiento de audio.
Además puede aplicarles efectos, como por ejemplo combinar múltiples fuentes de entrada, sintetizar audio y, en muchos sistemas, actuar como un reproductor de uso general o un grabador multipista. También tiene una capacidad limitada para dividir la entrada en múltiples archivos de salida.
Casi toda la funcionalidad de SoX está disponible usando solo el comando sox, sin embargo, para simplificar la reproducción y grabación de audio, si se invoca SoX como reproducción, el archivo de salida se configura automáticamente como el dispositivo de sonido predeterminado y si se invoca como rec se usa el dispositivo de sonido predeterminado como fuente de entrada. Además, el comando soxi proporciona una forma conveniente de consultar la información del encabezado del archivo de audio.
El corazón de SoX es una biblioteca llamada libSoX

## Formatos de archivo
Hay dos tipos de formatos de archivos de audio con los que SoX puede trabajar. El primero es "autodescriptivo": incluyen un encabezado que describe completamente las características de los datos de audio que siguen. El segundo tipo es "sin encabezado": en los cuales las características de los datos de audio deben describirse utilizando la línea de comando SoX.
Las siguientes cuatro características son suficientes para describir el formato de los datos de audio de modo que puedan procesarse con SoX: frecuencia de muestreo, tamaño de la muestra, codificación de datos y canales.

## Formatos de audio
Soporta los siguientes 97 formatos de audio: 8svx aif aifc aiff aiffc al amb amr-nb amr-wb anb au avr awb caf cdda cdr cvs cvsd cvu dat dvms f32 f4 f64 f8 fap flac fssd gsm gsrt hcom htk ima ircam la lpc lpc10 lu mat mat4 mat5 maud mp2 mp3 nist ogg opus paf prc pvf raw s1 s16 s2 s24 s3 s32 s4 s8 sb sd2 sds sf sl sln smp snd sndfile sndr sndt sou sox sph sw txw u1 u16 u2 u24 u3 u32 u4 u8 ub ul uw vms voc vorbis vox w64 wav wavpcm wv wve xa xi
Soporta las listas de reproducción: m3u pls
Esta información se puede obtener de la siguiente manera:
```
sox --help
```

## Utilización
Suponiendo que el archivo de audio es de formato MP3 (aunque podría ser cualquiera de los soportados por SoX) y se llama archivo.mp3
Para obtener información del archivo se utiliza el comando soxi:
```
soxi archivo.mp3
```

Para reproducirlo se utiliza el comando play:
```
play archivo.mp3
```

Para grabar un archivo se utiliza el comando rec:
En el ejemplo, grabamos un archivo de formato WAV con un muestreo de 8 kbps y a un solo canal (monoaural), usando el dispositivo de entrada de audio por defecto.
```
rec -r 8000 -c 1 archivo.wav
```

Para Transformar un archivo de audio (por ejemplo de WAV a OGG):
```
sox archivo.wav archivo.ogg
```

Para que un archivo que suene más rápido que el original (en este ejemplo al doble)
```
sox archivo.mp3 archivo-2.mp3 speed 2.0
```

Para recortar una parte del archivo (en este ejemplo los primeros 10 segundos después del primer minuto)
```
sox archivo.mp3 recortado.mp3 trim 60 10
```

Para escuchar un archivo de audio en Internet:
```
play 
URL
```